# Себорга
Себорга (на италиански: Seborga) е село и община в регион Лигурия, северозападна Италия. Населението му е около 316 души (2008).
Градчето е известно с претенциите си за независимост. В миналото бенедектинските монаси от Лерино закупуват земята на Себорга от графа на Вентимиля и така те се превръщат в принцове. По този начин Княжество Себорга е основано в 954 година. Монасите от Лерино са оторизирани от краля на Франция дори да коват местна монета. Националният празник на Себорга е на 20 август, когато жителите на княжеството честват със специална процесия Свети Бернард. Себорга има консулства в 19 страни.